# Spinactaletes aebianus
Spinactaletes aebianus är en urinsektsart som beskrevs av Soto-Adames 1988. Spinactaletes aebianus ingår i släktet Spinactaletes och familjen Actaletidae. Inga underarter finns listade i Catalogue of Life.